# Nick Silva
 Nicole Oliveira Silva  (Ituiutaba, 13 de setembro de 1988) é uma voleibolista indoor brasileira, atuante na posição de  Central e Oposto, com marca de alcance no ataque de 312 cm e 290 cm, conquistou representando a Seleção Brasileira a medalha de ouro no Campeonato Mundial Infantojuvenil de 2005 na China.

## Carreira
Na fase escolar ocorreu seu primeiro contato com o voleibol e seu irmão treinava nos finais de semana em Uberlândia, quando o mesmo teve que treinar todos os dias, a família mudou-se para esta cidade e então surgiu um teste para Nick no Praia Clube Uberlândiae aprovada já atuava federada nas categorias de base desde então, época que sua mãe acompanhava toda sua trajetória
Em 2004 foi convocada para Seleção Mineira para disputar o Campeonato Brasileiro de Seleções, na categoria infanto-juvenil da divisão especial, sediado na cidade paraense de Barcarena e sagrou-se campeã, o desempenho nesta edição rendeu-lhe a convocação para Seleção Brasileira em preparação para o Campoeonato Mundial Infanto-Juvenil no ano seguinte.
Sob o comando do técnico Luizomar de Moura vestindo camisa#6 no Campeonato Mundial Infanto-Juvenil de 2005 na cidade de Macaucontribuiu para a conquista da  medalha de ouro da edição que não ocorria desde 1997..Novamente foi convocada para Seleção Mineira para disputar o Campeonato Brasileiro de Seleções de 2006, na categoria juvenil da divisão especial, sediado na cidade catarinense de Brusque e sagrou-se campeã.Em 2006 foi convocada para Seleção Brasileira  desta vez na categoria juvenil em preparação para o Campeonato Sul-Americano Juvenil na Venezuela, mas não esteve no grupo que disputou tal competição.
De 2005 a 2008 permaneceu no Praia Clube/Futel foi campeã do Campeonato Mineiro de 2006 e alcançou o quarto lugar na Liga Nacional de Voleibol de 2007, em parceria a alcunha de Pitágoras/Praia Clube/Futel.
No período esportivo 2008-09 reforçou a equipe do Cativa/Pomerode/ADP  alcançando o vice-campeonato na Liga Nacional de Voleibol de 2008e o quarto lugar no Campeonato Catarinense no mesmo ano, disputou por este clube a edição da Superliga Brasileira A 2008-09encerrando na décima segunda posição (último lugar).
Na jornada seguinte atuou pela Cativa Oppnus/Brusque nas competições do período de 2009-10conquistando o título do Torneio Nacional de Clubes Feminino ou I Copa Cativa/Oppnus de 2009,por este disputou e obteve o título da Liga Nacional de Voleibol em 2009.
Ainda em 2009 conquistou de forma invicta na 49ª edição dos  Jogos Abertos de Santa Catarina (Jasc), representando a cidade de Pomerode e também o título do Campeonato Catarinense de 2009.Pelo clube catarinense disputou a Superliga Brasileira A 2009-10contribuiu para a classificação da equipe às quartas de final da edição e encerrou na oitava posição.
No período esportivo 2010-11 retornou para o clube que a projetou na modalidade, ou seja, para o Banana Boat/Praia Clube conquistando o título da Liga Nacional de Voleibol de 2010 e  alcançou a medalha de bronze no Campeonato Mineiro de 2010; e disputou a Superliga Brasileira A 2010-11avançando as quartas de final e encerrando em sétimo lugar.
Renovou com o Banana Boat/Praia Clube na jornada esportiva 2011-12 e obtém o título do Campeonato Mineiro em 2011e disputou a referente Superliga Brasileira A, encerrando na sexta colocação nesta edição.
Em mais uma temporada consecutiva pelo Banana Boat/Praia Clube, disputou as competições do período 2012-13conquistando o título do Campeonato Mineiro de 2012 e disputou a Superliga Brasileira A 2012-13 e encerrou na quinta posição nesta competição.Em 2013 estava cursando a Faculdade de Educação Física, não renovando com o clube para a próxima temporada.
Em 2015 defendeu a LIVO/PMI/UNIMED Itatiba conquistando de forma invicta a medalha de ouro na 59ª edição dos Jogos Regionais de São José do Rio Pardo, categoria livre..
Na temporada 2015-16 transfere-se para o voleibol portugues e defendeu o Clube Kairós de Voleibolconquistando o título da segunda divisão do Campeonato Portugues, alcançando a promoção a primeira divisão.
Renovou com o clube portugues para a temporada 2016-17, mas com o recesso no calendário portugues, reforça a equipe boliviana da UCB/San Pablo para  a Liga Superior Boliviana 2016.Retornando ao clube portugues sagrou-se campeã da nacional da primeira divisão, alcançando a promoção para primeira divisão de elite para próxima temporada.

## Títulos e resultados
- Liga A1 Portuguesa:2016-17[52]
- Liga A2 Portuguesa:2015-16[48]
- Liga Nacional de Voleibol:2009,[20]2010[30]
- Liga Nacional de Voleibol:2008[11]
- Liga Nacional de Voleibol:2007[10]
- Campeonato Mineiro:2006,[9]2011,[37]2012
- Campeonato Mineiro:2010[32]
- Campeonato Catarinense:2009[25]
- Campeonato Catarinense:2008[12]
- Jogos Abertos de Santa Catarina (Jasc):2009[23]
- Jogos Regionais de São Paulo (1ª Divisão):2015[45]
- Copa Cativa/Oppnus:2009[19]
- Campeonato Brasileiro de Seleções Juvenil (Divisão Especial):2006[7]
- Campeonato Brasileiro de Seleções Infantojuvenil (Divisão Especial):2004[3]